# Эгоз
Эгоз (ивр. יחידת אגוז‎, Йехидат Эгоз) — элитное подразделение спецназа израильской армии для ведения контрпартизанских действий. Был создан в Израиле в 1956 году. Эгоз на иврите означает «орех», а в аббревиатуре — «Против партизанской войны и малой войны» (Анти Гэрила ВеЛохама Зеира). До 2015 года входил в состав бригады «Голани». В 2015 году включен в состав отдельной бригады специального назначения.
Первыми бойцами подразделения были друзы. Через некоторое время подразделение расформировали. В 1963 было принято решение вновь создать подразделение, на этот раз для борьбы с террористами на севере. По окончании войны Судного дня «Эгоз» просуществовал ещё несколько месяцев, а потом был расформирован.
Восстановить подразделение поручили генералу Амираму Левину. В конце 1994 — начале 1995 начался отбор в новое подразделение и уже в 1995 г. были сформированы первые взводы. Первые столкновения с боевиками «Амаль» произошли уже в августе 1995. Вплоть до мая 2000 «Эгоз» уничтожил несколько десятков боевиков «Амаль» и «Хизбаллы». За эти годы его бойцы уничтожили боевиков больше, чем любое другое подразделение. С 1995 по май 2000 «Эгоз» потерял убитыми 5 бойцов. В 2000 «Эгоз» направили в сектор Газа, а затем перебросили в район Самарии. В последующем бойцы несли службу по всей Иудее и Самарии, периодически направляясь в Газу и на северные границы.
Тренировка бойцов подразделения начинается с базовой армейской подготовки (в случае приёма новобранцев), дополнительных усиленных упражнений и марш-бросков. После этого с каждым солдатом проводят собеседование с целью определить, может ли он быть допущен ко второй фазе обучения. Вторая фаза включает овладение маскировкой, ориентирование на местности, различные методы нападения, курс вождения джипа, контртеррористические техники, курс прыжков с парашютом, тактическую разведку и другие курсы, в том числе строго секретные.
В июле около 100 бойцов и офицеров «Эгоза» запаса присоединились к протестам против судебной реформы и заявили, что прекратят являться на службу, если коалиция Нетаниягу продолжит продвигать реформу без широкого общественного согласия. Бойцы заявили, что это приведет к «слому ценностей и глубокому кризису доверия, который не позволит многим из тех, кто еще служит, продолжить добровольную службу в резерве».